# William Francis Malooly

Wappen von William Francis Malooly

William Francis Malooly (* 18. Januar 1944 in Baltimore) ist ein US-amerikanischer Geistlicher und emeritierter römisch-katholischer Bischof von Wilmington.

## Leben
Der Weihbischof in Baltimore, Thomas Austin Murphy, weihte ihn am 7. Mai 1970 zum Priester.
Papst Johannes Paul II. ernannte ihn am 12. Dezember 2000 zum Weihbischof in Baltimore und Titularbischof von Flumenzer. Der Erzbischof von Baltimore, William Henry Kardinal Keeler, spendete ihm am 1. März des nächsten Jahres die Bischofsweihe; Mitkonsekratoren waren William Clifford Newman, Weihbischof in Baltimore, und William Donald Borders, Alterzbischof von Baltimore. Als Wahlspruch wählte er Rejoice in the Lord. Am 7. Juli 2008 wurde er zum Bischof von Wilmington ernannt und am 8. September desselben Jahres in das Amt eingeführt.
Papst Franziskus nahm am 30. April 2021 das von William Francis Malooly aus Altersgründen vorgebrachte Rücktrittsgesuch an.